# Jiaozi

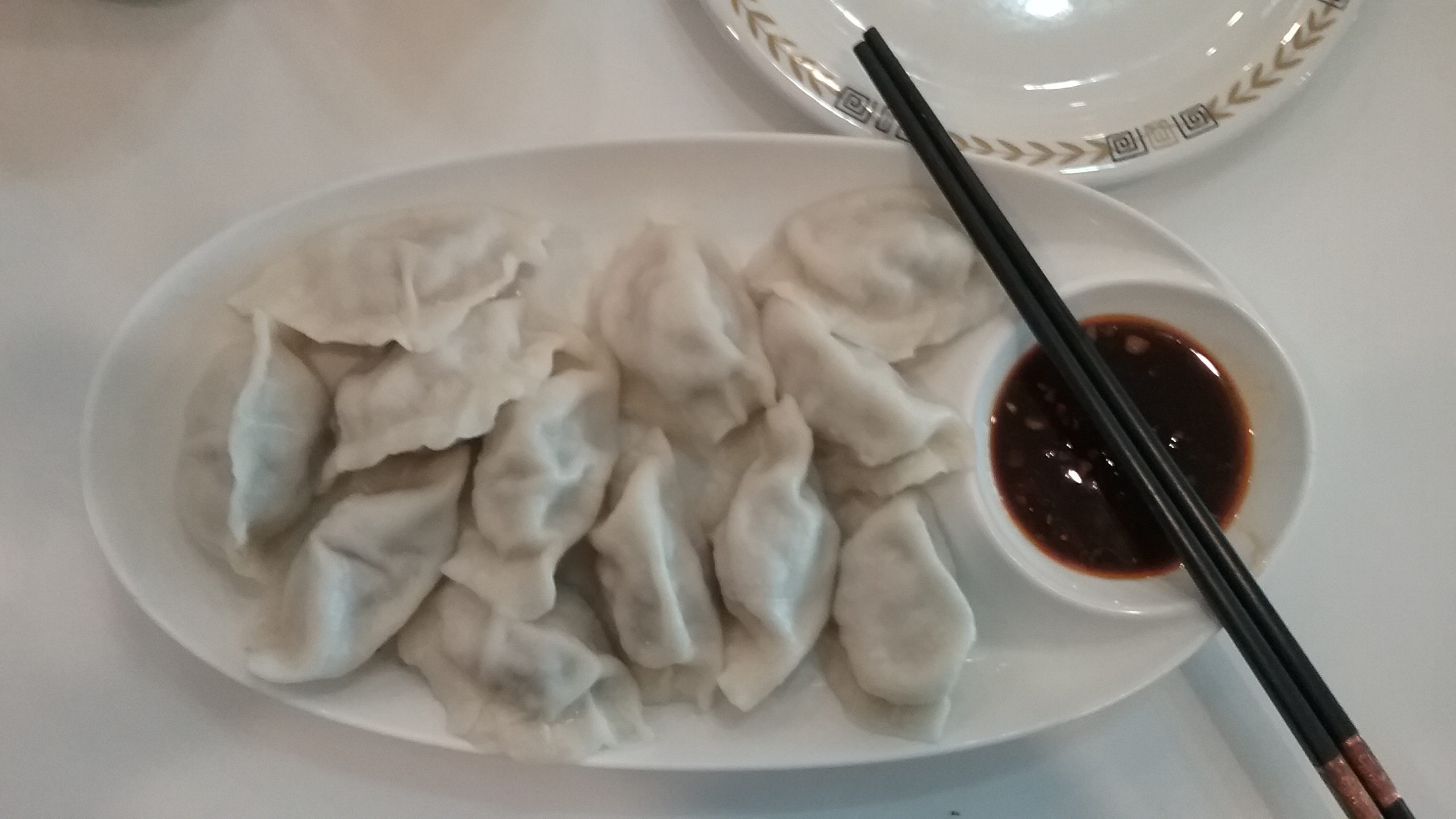
Aspectul jiaozi

Jiaozi (chineză: 餃子) reprezintă un tip de colțunași (sau găluște) de origine chinezești, fiind consumați atât în China, cât și în alte state din Asia de Est. În China, sunt preparate foarte populare pentru Anul Nou Chinezesc. Cel mai frecvent, acestea se prepară prin introducerea unui amestec format din carne și/sau legume într-un strat subțire de aluat, urmând ca apoi marginile aluatului să fie închise prin presare.

## Istoric
Tradițional, se crede că jiaozi au fost inventate în timpul Dinastiei Han (25-220 î.Hr.) de către Zhang Zhongjing, un important practicant al medicinei tradiționale chinezești. Acesta a introdus noul preparat pentru a trata persoanele suferinde de urechi degerate, iar rețeta originală se baza pe fierberea cărnii de oaie, a piperului și a unor plante medicinale și introducerea ingredientelor într-un înveliș de aluat.

## Tipuri
Există mai multe tipuri de găluște chinezești (jiaozi) în funcție de metodele prin care acestea au fost preparate:
- găluște preparate prin fierbere (chineză simplificată: 水饺; chineză tradițională: 水餃; pinyin: shuǐjiǎo; literal: „gălușcă de apă”)
- găluște preparate prin gătire la aburi (chineză simplificată: 蒸饺; chineză tradițională: 蒸餃; pinyin: zhēngjiǎo; literal: „gălușcă la aburi”)
- găluște preparate prin prăjire (chineză simplificată: 锅贴; chineză tradițională: 鍋貼; pinyin: guōtiē sau chineză simplificată: 煎饺; chineză tradițională: 煎餃; pinyin: jiānjiǎo; literal: „gălușcă prăjită”)
- supă de găluște (chineză simplificată: 汤饺; chineză tradițională: 湯餃; pinyin: tāngjiǎo; literal: „supă de găluște”)

Există mai multe varietăți de jiaozi, printre care se numără: wonton (chineză simplificată: 馄饨; chineză tradițională: 餛飩; pinyin: húntun), dim sum (chineză simplificată: 点心; chineză tradițională: 點心; pinyin: diǎnxīn) și zongzi (chineză simplificată: 粽子; chineză tradițională: 肉粽; pinyin: zòngzi).

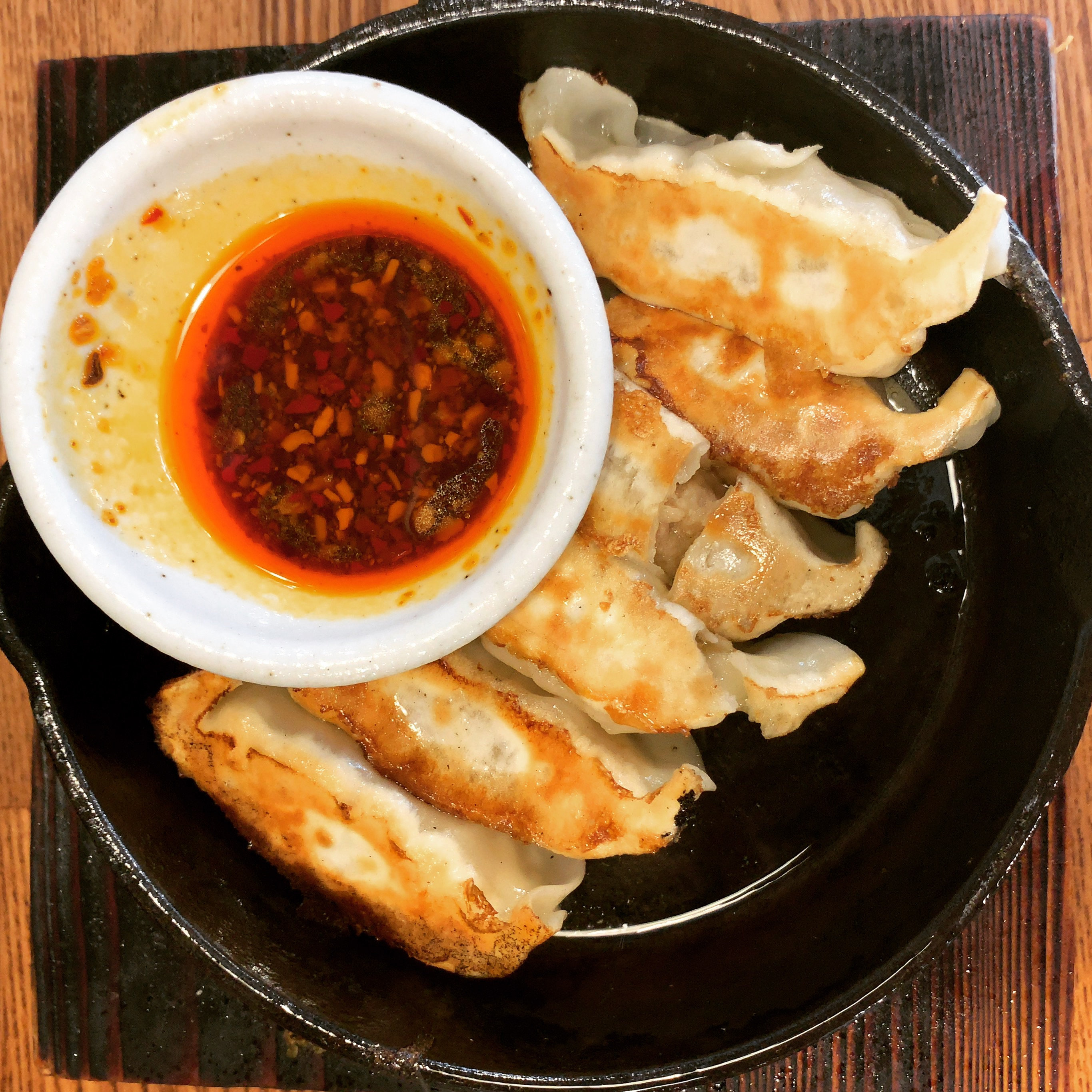
Gyōza servite cu ulei de chilli

### Gyōza
Termenul japonez gyōza (ギョーザ, ギョウザ, ぎょうざ, 餃子) este derivat de la jiaozi și este utilizat în Japonia pentru a desemna același tip de găluște. Deși este originar din China, preparatul a devenit foarte popular în Japonia, unde se utilizează cel mai frecvent ca umplutură carnea de porc, ceapa nira și ceapa verde, varza, ghimbirul și usturoiul. În Japonia au fost preluate și varietățile chinezești, purtând denumirile de sui gyoza (pentru cele fierte) și yaki sau age gyoza (pentru cele prăjite), metodele de preparare fiind foarte similare. Sunt adesea servite împreună cu sos de soia, oțet de orez și/sau ulei de chilli japonez (La-Yu).

## Preparare
Găluștele chinezești se prepară relativ simplu, în patru etape: realizarea amestecului de umplut, obținerea aluatului ce va acoperi amestecul, umplerea aluatului cu închiderea sa și procesul final de fierbere sau de prăjire.
Ca umplutură se pot alege fie derivate din carne de porc, oaie, pui, vită, din pește sau creveți (care sunt adesea utilizate împreună cu legume tăiate), fie doar legume, precum varză, ceapă, țelină, spanac, ciuperci, morcov, ceapă verde și arpagic.
Deoarece există mai multe tipuri de jiaozi, tehnicile de împăturire a aluatului pot să difere foarte mult. Totuși, cea mai comună metodă implică umezirea marginii aluatului, urmată de unirea capetelor de aluat peste umplutură prin apăsare. În final, aluatul cu umplutură poate să fie fiert, prăjit, sau preparat la aburi.